# Kasper Søndergaard
Kasper Søndergaard (Skive, 1981. június 9. –) olimpiai bajnok dán kézilabdázó, jelenleg a dán Skjern Håndbold játékosa.

## Pályafutása
Kasper Søndergaard kisebb dán csapatokban kezdte pályafutását, az első osztályba 2003-ban igazolt, amikor az Aarhus GF-hez szerződött, majd az itteni jó teljesítményének köszönhetően 2004-ben a válogatottban is bemutatkozhatott. 2007-ben igazolt a KIF Kolding csapatához, amellyel megnyerte a dán bajnokságot. Jelenlegi csapatában a Skjern Håndboldban 2011 óta játszik. A 2013–2014-es szezonban jobbátlövő posztján a dán bajnokság legjobbjának választották.
A dán válogatottal nyert két Európa-bajnokságot, illetve világbajnokságról is több érmet szerzett. Három olimpián szerepelt, a 2008-as pekingi olimpián hetedik, a 2012-es londonin hatodik helyezett csapat tagja volt, a 2016-os rioi olimpián pedig olimpiai bajnok lett.

## Sikerei
- Olimpiai bajnok: 2016
- Világbajnokság ezüstérmese: 2011, 2013
  - bronzérmes: 2007
- Európa-bajnokság győztese: 2008, 2012
  - ezüstérmes: 2014
- Dán bajnokság győztese: 2009